# Норихиро Ниши
Норихиро Ниши (јап. 西 紀寛; 9. мај 1980) бивши је јапански фудбалер.

## Каријера
Током каријере је играо за Џубило Ивата, Токио Верди и многе друге клубове.

## Репрезентација
За репрезентацију Јапана дебитовао је 2004. године. За тај тим је одиграо 5 утакмица.

## Статистика
| Јапан  | Јапан   | Јапан  |
| Година | Наступи | Голови |
| ------ | ------- | ------ |
| 2004.  | 5       | 0      |
| Укупно | 5       | 0      |